# Райковский, Бронислав Станиславович
Бронислав Станиславович Райковский (укр. Броніслав Станіславович Райковський; пол. Bronisław Stanisławowycz Rajkowski; род. 21 февраля 1957, село Ялышев, Барановский район, Житомирская область) — украинский государственный и политический деятель, юрист. Народный депутат Верховной рады Украины II (1994 — 1998) и III созывов (1998 — 2002), член Центральной избирательной комиссии Украины (2004 — 2018). Заслуженный юрист Украины (2006)